# Furachoga Corona
Furachoga Corona est une corona, formation géologique en forme de couronne, située sur la planète Vénus par -38° S et 258° E. Elle est localisée dans le quadrangle d'Helen Planitia. Elle a été nommée en référence à Furachoga, déesse Chibcha/Muiska de la Terre, communauté précolombienne de l'actuelle Colombie. 

## Géographie et géologie
Furachoga Corona couvre une surface circulaire d'environ 550 km de diamètre. Cette formation fait partie des 34 coronae de plus de 500 km de diamètre sur la surface de Vénus.